# Brenda Starink
Brenda Starink (Róterdam Países Bajos, 29 de julio de 1974) es una nadadora retirada especializada en pruebas de estilo espalda. Ganó la medalla de bronce en 4x50 metros estilos durante el Campeonato Europeo de Natación en Piscina Corta de 1998.

## Palmarés internacional
| Campeonato Europeo de Natación en Piscina Corta | Campeonato Europeo de Natación en Piscina Corta | Campeonato Europeo de Natación en Piscina Corta | Campeonato Europeo de Natación en Piscina Corta |
| Año                                             | Lugar                                           | Medalla                                         | Prueba                                          |
| ----------------------------------------------- | ----------------------------------------------- | ----------------------------------------------- | ----------------------------------------------- |
| 1998                                            | Sheffield (Reino Unido)                         | Medalla de bronce                               | 4 × 50 m estilos                                |